# Municipio de Linn (condado de Audrain)
El municipio de Linn (en inglés: Linn Township) es un municipio ubicado en el condado de Audrain en el estado estadounidense de Misuri. En el año 2010 tenía una población de 615 habitantes y una densidad poblacional de 3,14 personas por km².

## Geografía
El municipio de Linn se encuentra ubicado en las coordenadas 39°11′8″N 91°40′4″O / 39.18556, -91.66778. Según la Oficina del Censo de los Estados Unidos, el municipio tiene una superficie total de 196.08 km², de la cual 194,94 km² corresponden a tierra firme y (0,58 %) 1,13 km² es agua.

## Demografía
Según el censo de 2010, había 615 personas residiendo en el municipio de Linn. La densidad de población era de 3,14 hab./km². De los 615 habitantes, el municipio de Linn estaba compuesto por el 97,07 % blancos, el 1,14 % eran afroamericanos y el 1,79 % eran de una mezcla de razas. Del total de la población el 0,98 % eran hispanos o latinos de cualquier raza.